# Maple Rapids
Maple Rapids is een plaats (village) in de Amerikaanse staat Michigan, en valt bestuurlijk gezien onder Clinton County.

## Demografie
Bij de volkstelling in 2000 werd het aantal inwoners vastgesteld op 643.
In 2006 is het aantal inwoners door het United States Census Bureau geschat op 609, een daling van 34 (-5,3%).

## Geografie
Volgens het United States Census Bureau beslaat de plaats een oppervlakte van
3,7 km², geheel bestaande uit land. Maple Rapids ligt op ongeveer 227 m boven zeeniveau.

## Plaatsen in de nabije omgeving
De onderstaande figuur toont nabijgelegen plaatsen in een straal van 16 km rond Maple Rapids.